# آپوویل
آپوویل (به فرانسوی: Appeville) یک کمون در فرانسه است که در canton of La Haye-du-Puits واقع شده‌است. آپوویل ۱۳٫۲ کیلومتر مربع مساحت دارد ۱۰ متر بالاتر از سطح دریا واقع شده‌است.